# Poruba (Prievidza)
Poruba (deutsch Nickelsdorf, ungarisch Mohos – bis 1907 Poruba) ist eine Gemeinde in der West-Mitte der Slowakei mit 1372 Einwohnern (Stand 31. Dezember 2024), die zum Okres Prievidza, einem Teil des Trenčiansky kraj, gehört.

## Geographie
Die Gemeinde befindet sich am Übergang vom Talkessel Hornonitrianska kotlina in den Gebirgsstock Malá Magura, selbst ein Teil des Gebirges Strážovské vrchy. Sie wird vom Bach Porubský potok, einem rechten Zufluss der Nitra, durchflossen. Das Ortszentrum liegt auf einer Höhe von 400 m n.m. und ist elf Kilometer von Prievidza entfernt.
Nachbargemeinden sind Malinová im Norden, Lazany im Osten, Kanianka im Osten und Dlžín, Seč und Nevidzany im Westen.

## Geschichte

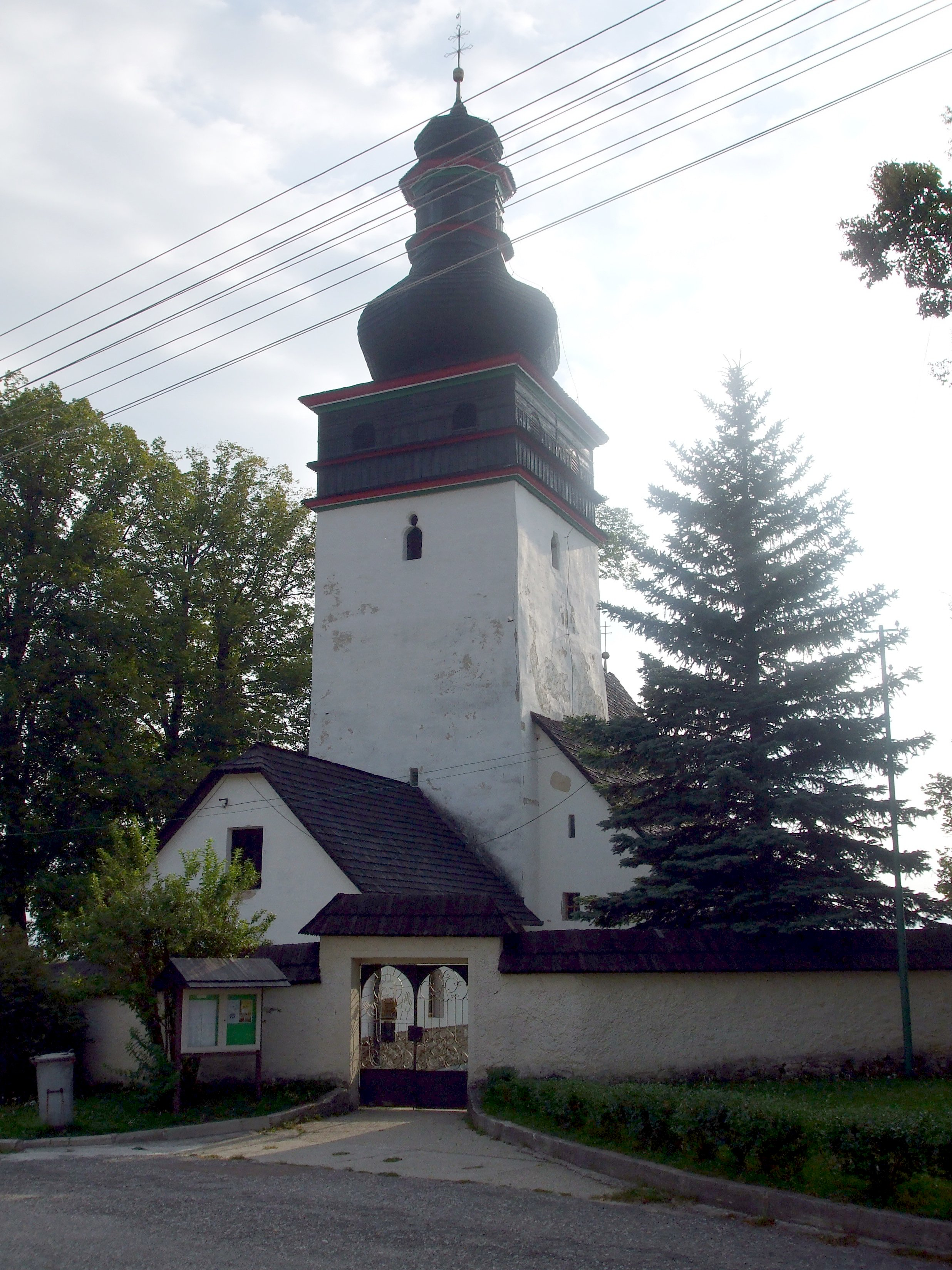
Nikolauskirche

Der Ort wurde zum ersten Mal 1339 als Konchlin schriftlich erwähnt, wurde aber bereits viel früher besiedelt. Um diese Zeit entstand neben der slawischen Siedlung ein deutsches Dorf, das im Verlauf der Jahrhunderte mit dem slawischen Dorf verschmolz. Poruba gehörte bis zum 19. Jahrhundert dem Herrschaftsgut der Burg Weinitz. 1687 gab es in Poruba 44 Häuser und 354 Einwohner, örtliche Handwerker unterstanden damals den Zünften von Deutschproben. 1787 hatte die Ortschaft zwei Mühlen, 64 Häuser und 477 Einwohner, 1828 zählte man 70 Häuser und 489 Einwohner, die als Holzfäller und Landwirte beschäftigt waren.
Bis 1918 gehörte der im Komitat Neutra liegende Ort zum Königreich Ungarn und kam danach zur Tschechoslowakei beziehungsweise heute Slowakei.
Der Name Poruba bedeutet auf Deutsch Lichtung und ist das slowakische Gegenstück der historischen deutschen Ortsnamensendung -hau, die in der Gegend vorkommt (vgl. Hauerland).

## Bevölkerung
| Jahr                | 1994 | 2004    | 2014    | 2024    |
| ------------------- | ---- | ------- | ------- | ------- |
| Anzahl der Personen | 1258 | 1287    | 1294    | 1372    |
| Unterschied         |      | +2,30 % | +0,54 % | +6,02 % |

| Jahr                | 2023 | 2024    |
| ------------------- | ---- | ------- |
| Anzahl der Personen | 1363 | 1372    |
| Unterschied         |      | +0,66 % |

Nach der Volkszählung 2011 wohnten in Poruba 1274 Einwohner, davon 1254 Slowaken, jeweils drei Tschechen und Ukrainer und jeweils ein Magyare, Mährer und Roma. Elf Einwohner machten diesbezüglich keine Angabe. 1032 Einwohner bekannten sich zur römisch-katholischen Kirche, 13 Einwohner zur evangelischen Kirche A. B., sechs Einwohner zur griechisch-katholischen Kirche, je zwei Einwohner zur kongregationalistischen Kirche sowie zur orthodoxen Kirche und je ein Einwohner zur reformierten Kirche sowie zur tschechoslowakisch-hussitischen Kirche; sieben Einwohner bekannten sich zu einer anderen Konfession. 154 Einwohner waren konfessionslos und bei 56 Einwohnern wurde die Konfession nicht ermittelt.

## Bauwerke
- römisch-katholische Nikolauskirche (slowakisch Kostol svätého Mikuláša) aus der Mitte des 14. Jahrhunderts mit erhaltenen mittelalterlichen Fresken